# Гуайтекас (комуна)
Гуайтекас (ісп. Guaitecas) — комуна в Чилі, розташована на однойменному архіпелазі. Адміністративний центр комуни — селище Мелінка. Населення — 1411 осіб (2002). Селище і комуна входять до складу провінції Айсен та регіону Айсен.
Територія комуни — 620,6 км². Чисельність населення — 1728 мешканців (2007). Щільність населення — 2,48 чол./км².

## Розташування
Селище розташоване за 229 км на північний захід від адміністративного центру області міста Кояїке та за 187 км на північний захід від адміністративного центру провінції міста Пуерто-Айсен.
Комуна межує:
- на сході — з комуною Сіснес
- на півдні — з комуною Сіснес

На заході комуни розташований Тихий океан.
На півночі комуни розташована затока Корковадо.

## Демографія
Згідно з даними, зібраними під час перепису Національним інститутом статистики, населення комуни становить 1728 осіб, з яких 1070 чоловіків та 658 жінок.
Населення комуни становить 1,72 % від загальної чисельності населення регіону Айсен, при цьому 4,05 % відноситься до сільського населення і 95,95 % — міське населення.